# Awhina Tangen-Wainohu
Pas d'image ? Cliquez ici

a Compétitions nationales et continentales officielles uniquement.

b Matchs officiels uniquement.
Dernière mise à jour le 31 juillet 2025.
Awhina Tangen-Wainohu, née le 16 décembre 1997, est une joueuse internationale néo-zélandaise de rugby à XV évoluant au poste de pilier. Elle joue aux Blues.

## Biographie
Awhina Tangen-Wainohu naît le 16 décembre 1997. Elle pratique le rugby à XV, quand elle fait ses débuts en senior, elle est placée au poste de pilier, où elle ne reçoit aucune formation spécifique. Tout ce qu'elle apprend, elle l'apprend de ses coéquipières plus expérimentées.
Elle accouche d'un garçon en 2020. À cette occasion, elle change de mode vie : elle a une activité physique intense et surveille son alimentation.
En 2022, elle joue pour la franchise des Chiefs Manawa. Elle compte une sélection en équipe de Nouvelle-Zélande quand elle est retenue en septembre 2022 pour disputer la Coupe du monde qui se joue pour elle à domicile. Elle raconte que c'est à cette occasion qu'elle a pour la première fois reçu un véritable entrainement spécialisé, sous les ordres de Mike Cron.
En 2023, elle est résolue à devenir la titulaire indiscutable à son poste avec les Chiefs Manawa. Elle se sent alors à sa meilleure forme physique. Lors de son premier match de Super Rugby Aupiki, elle subit un choc à la tête qui la laisse quasiment paralysée pendant un instant. Les examens médicaux révèlent une double hernie cervicale, sa saison est terminée. Elle nourrit alors une forte colère à l'encontre de ses premiers entraineurs qui l'ont faite jouer pilier à haut niveau sans la moindre préparation. Asymptomatique, elle peut choisir d'éviter la chirurgie et vivre normalement à condition d'abandonner le rugby. Si elle veut rejouer, elle doit se faire opérer. Elle tergiverse et perd de nombreux mois, espérant que les hernies vont se résorber seules. De plus, une fois sa décision prise, les examens complémentaires prennent beaucoup de temps. Un contre-temps qu'un All Black n'aurait jamais subi, selon elle. L'opération a finalement lieu en avril 2024.
Elle s'investit alors au sein de la fédération de Waikato afin d'enseigner aux joueuses de première ligne tous les fondamentaux du poste. En somme, elle donne tout ce qu'elle n'a pas reçu. Elle s'occupe tout particulièrement de la jeune Veisinia Mahutariki-Fakalelu, qui vient d'être repositionnée en première ligne. Elle n'est pas remise à temps pour le WXV 2024.
En 2025, après deux ans sans jouer, elle est recrutée par les Blues, avec qui elle remporte le Super Rugby Aupiki. Ses performances lui valent un rappel avec les Black Ferns pour la Pacific Four Series, alors qu'elle n'a plus porté le maillot depuis la dernière Coupe du monde. Au mois de juillet, elle fait partie du groupe retenu pour disputer la Coupe du monde 2025.

## Palmarès

### En franchise et province
- Vainqueur de la Farah Palmer Cup en 2021.
- Vainqueur du Super Rugby Aupiki en 2025.

### En équipe nationale
- Vainqueur de la Coupe du monde en 2021.
- Vainqueur de la Pacific Four Series en 2025.